# San Francisco de Macorís
San Francisco de Macorís é uma cidade da República Dominicana pertencente à província de Duarte.
Sua população estimada em 2012 era de 132 396 habitantes.